# 彦根市立高宮小学校
彦根市立高宮小学校（ひこねしりつ たかみやしょうがっこう）は、滋賀県彦根市にある公立小学校。滋賀県で二番目に創設された小学校である。高宮城の跡地に学校が建っている。

## 沿革
- 明治5年（西暦1872年） - 旧本陣を仮校舎に「第2小学校」として開校[1]

- 1973年 - 校舎改築工事竣工[2]
- 1984年 - 体育館改築工事竣工[2]
- 2010年 - 改築工事着工[2]
- 2011年 - 増改築工事竣工[2]